# وسام عائلة أوراني - ناساو
وسام أورانج ناسو ( (بالهولندية: Orde van Oranje-Nassau)‏ ، تنطق بالهولندية: [ˈɔrdə vɑn oːˌrɑɲə ˈnɑsʌu] ) هو وسام هولندي مدني وعسكري للفروسية تأسست في 4 أبريل 1892 من قبل الملكة الوصيّة إيما ، بالنيابة عن ابنتها القاصرة الملكة فيلهلمينا .
وسام أورانج ناسو هو وسام شجاع مفتوح «لكل من اكتسب مزايا خاصة للمجتمع». هؤلاء هم الأشخاص الذين يستحقون التقدير والتقدير من المجتمع للطريقة الخاصة التي أدوا بها أنشطتهم.  الدرجات الدنيا من الترتيب قابلة للمقارنة مع رتب وسام الإمبراطورية البريطانية في المملكة المتحدة ، ولكن الألقاب والبادئات أو ما بعد الاسمية (بخلاف الأكاديمية) لا تستخدم في هولندا (الاستثناء الوحيد للأعضاء من وسام ويليام العسكري ).

## تاريخ
في عام 1841 ، أنشأ ويليام الثاني ملك هولندا ، بصفته دوق لوكسمبورغ الأكبر ، وسام أوك كراون . على الرغم من أن هذا لم يكن رسميًا أمرًا هولنديًا ، إلا أنه تم منح مراتب الشرف بانتظام للشعب الهولندي . بعد وفاة ويليام الثالث ، أصبحت لوكسمبورغ ، وفقًا لميثاق عائلة ناسو ، مجالًا للفرع الآخر من آل ناسو. في هولندا ، شعرت بالحاجة إلى ترتيب ثالث ، إلى جانب وسام وليام العسكري وسام الأسد الهولندي ، بحيث يمكن منح التكريم الملكي للدبلوماسيين الأجانب والأشخاص من الرتب والطبقات الدنيا.
خلال الحرب العالمية الثانية ، مُنح وسام Orange-Nassau لكل من أعضاء الجيش الهولندي وأعضاء الخدمات الأجنبية الذين ساعدوا في تحرير هولندا من الاحتلال الألماني النازي ، وأولئك الذين ساعدوا في تحرير المستعمرات الهولندية السابقة في المحيط الهادئ. في العصر الحديث ، لا يزال Orange-Nassau هو الزخرفة المدنية والعسكرية الأكثر نشاطًا في هولندا ، ويحتل المرتبة بعد وسام الأسد الهولندي . يُمنح الطلب عادةً كل عام في عيد ميلاد الملك الرسمي (حاليًا 27 أبريل) مع إعلان حوالي 3500 موعدًا للأمر. يستخدم الوسام أيضًا لتكريم الأمراء والوزراء وكبار الشخصيات والدبلوماسيين الأجانب.
في عام 1994 ، تمت مراجعة نظام الشرف الهولندي على نطاق واسع بعد ما يقرب من ثلاثين عامًا من النقاش. تهدف هذه المراجعة بموجب القانون إلى إنشاء نظام شرف أكثر ديمقراطية ، وفصل مستوى مرتبة الشرف عن المرتبة والمكانة الاجتماعية. من حيث المبدأ ، منذ ذلك الحين يمكن تكريم كل فرد في المجتمع الهولندي. يُمنح الشرف فقط على أساس المزايا الشخصية الخاصة للمجتمع. قبل هذه المراجعة ، كان الترتيب يتألف من خمس درجات مع ميداليات فخرية إضافية (ذهبية وفضية وبرونزية). كانت الميداليات الفخرية مرتبطة فقط بالترتيب ولم يتم تضمين حامليها رسميًا في الترتيب. في عام 1996 ، تم إلغاء الميداليات الفخرية واستبدالها بفئة الأعضاء من وسام Orange-Nassau ، المخصص فقط للمواطنين الهولنديين.

## درجات

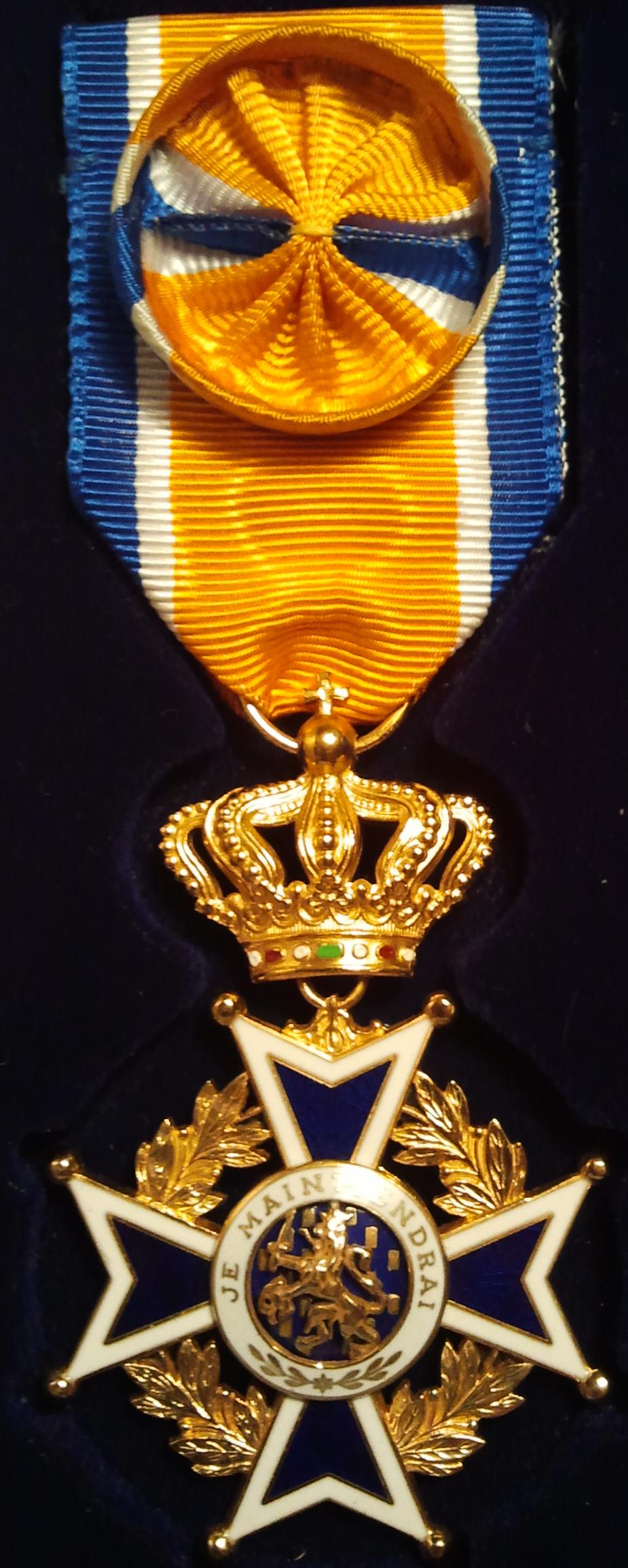
صليب الضابط (الصف الرابع) (القسم المدني) في وسام أورانج ناسو

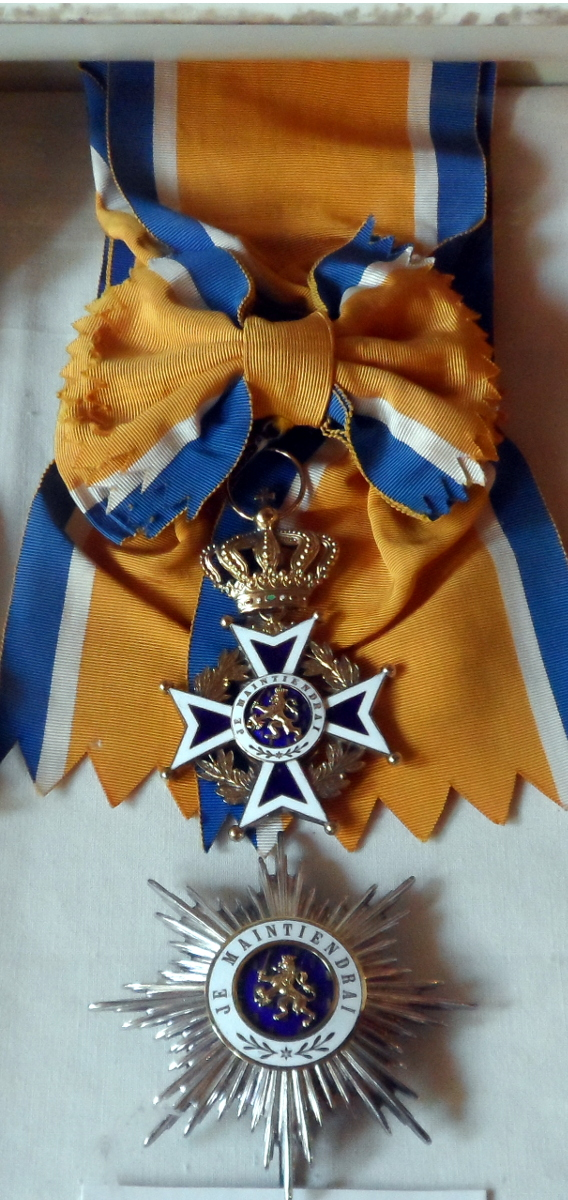
نجمة وشريط من صليب الفارس الكبير من وسام أورانج ناسو

يتكون وسام أورانج ناسو من قسمين ، مدني وعسكري ، الأول يُرمز إليه بإكليل من الغار على الشارات ، والأخير بالسيوف المتقاطعة على الشارات والنجوم.

### منذ 1996
بالإضافة إلى القسمين ، تم إصدار وسام أورانج ناسو منذ عام 1996 في ست فئات:
1. نايت جراند كروس - يمكن ارتداء الشارة على وشاح على الكتف الأيمن ، بالإضافة إلى نجمة ذات 8 نقاط على الصدر الأيسر ؛
2. الضابط الكبير - يمكن ارتداء الشارة من قبل الرجال على العنق ، والنساء اللائي يرتدينها على شريط مربوط كقوس في الصدر الأيسر. كما يتم ارتداء نجمة ذات 4 نقاط على الصدر الأيسر ؛
3. القائد - يجوز ارتداء الشارة من قبل الرجال على العنق ، والنساء اللائي يرتدينها على الشريط المربوط كقوس في الصدر الأيسر ؛
4. الضابط - يرتدي الشارة على شريط به وردة على صدره الأيسر ؛
5. فارس - يرتدي شارة على شريط على صدره الأيسر ؛
6. العضو - يرتدي شارة أصغر على شريط على الصدر الأيسر.

| أشرطة الشريط من وسام أورانج ناسو - منذ عام 1996 | أشرطة الشريط من وسام أورانج ناسو - منذ عام 1996 | أشرطة الشريط من وسام أورانج ناسو - منذ عام 1996 |
| ----------------------------------------------- | ----------------------------------------------- | ----------------------------------------------- |
| نايت جراند كروس                                 | ضابط كبير                                       | قائد                                            |
| ضابط                                            | فارس                                            | عضو                                             |

بالنسبة لدرجات الفارس والعضو ، فإن الشارات مصنوعة من الفضة. أما بالنسبة للأصناف الأخرى ، فالفضة مطلية بالذهب.
بالنسبة لدرجات Knight Grand Cross ، الضابط الأكبر والقائد ، يبلغ قطر الشارات 60 مم. بالنسبة لدرجات الضابط والفارس ، يبلغ قطرها 46 مم. لرتبة عضو بقطر 35 مم.

### قبل عام 1996
حتى عام 1996 ، كان وسام أورانج ناسو يتألف من خمس درجات. بالإضافة إلى ذلك ، تم إصدار الميداليات الفخرية بالذهب والفضة والبرونزية ، ولكن هذه كانت تابعة فقط للنظام ؛ لم يكن حاملو الميدالية أعضاء في النظام. الآن لم تعد تصدر ، تم استبدالها بالصف السادس: «عضو». ارتدى المستلمون الميدالية على شريط على صدره الأيسر.
| أشرطة الشريط من وسام أورانج ناسو - حتى عام 1996 | أشرطة الشريط من وسام أورانج ناسو - حتى عام 1996 | أشرطة الشريط من وسام أورانج ناسو - حتى عام 1996 |
| ----------------------------------------------- | ----------------------------------------------- | ----------------------------------------------- |
| نايت جراند كروس                                 | ضابط كبير                                       | قائد                                            |
| ضابط                                            | فارس                                            |                                                 |
| ميدالية ذهبية                                   | ميدالية فضية                                    | الميدالية البرونزية                             |

## الشارة
شارة الوسام عبارة عن صليب مالطي مطلي بالمينا الزرقاء ، مطلي بالمينا البيضاء ، مطلي بالذهب للضباط وما فوق ، باللون الفضي للفرسان والأعضاء. يعرض القرص المركزي المقابل شعار الملك من المينا الذهبية والأزرق ، وتحيط به حلقة من المينا البيضاء تحمل الشعار الوطني Je Maintiendrai (سأحتفظ به). يحتوي القرص المركزي العكسي على حرف واحد فقط متوج "W" (للملكة فيلهيلمينا) محاطًا بشعار God Zij Met Ons (الله معنا). الشارة معلقة من تاج ملكي. بين ذراعي الصليب إكليل من الغار. بدلاً من ذلك ، تجاوزت الفرقة العسكرية السيوف. الشارة متصلة بشريط برتقالي مع خطوط بيضاء وزرقاء. تختلف طريقة ارتداء الشارة والشريط بين الرجال والنساء.
نجمة الوسام هو نجمة فضية ذات أشعة مستقيمة ، في 8 نقاط للغراند كروس و 4 نقاط للضابط الكبير ؛ يحتوي القرص المركزي على أذرع الملك من المينا الذهبية والأزرق ، وتحيط به حلقة من المينا البيضاء تحمل الشعار الوطني الهولندي Je Maintiendrai . الفرقة العسكرية تجاوزت السيوف.

## المستلمون
في كل عام ، يتم قبول حوالي 4500 شخص كعضو في وسام أورانج ناسو ، بينما يموت حوالي 3000 عضو حالي.  

## روابط خارجية
- الموقع الرسمي
- قانون إنشاء وسام Oranje-Nassau - wetten.overheid.nl
- لوائح وسام أورانجي - ناسو - wetten.overheid.nl